# Площадь Чжуншань

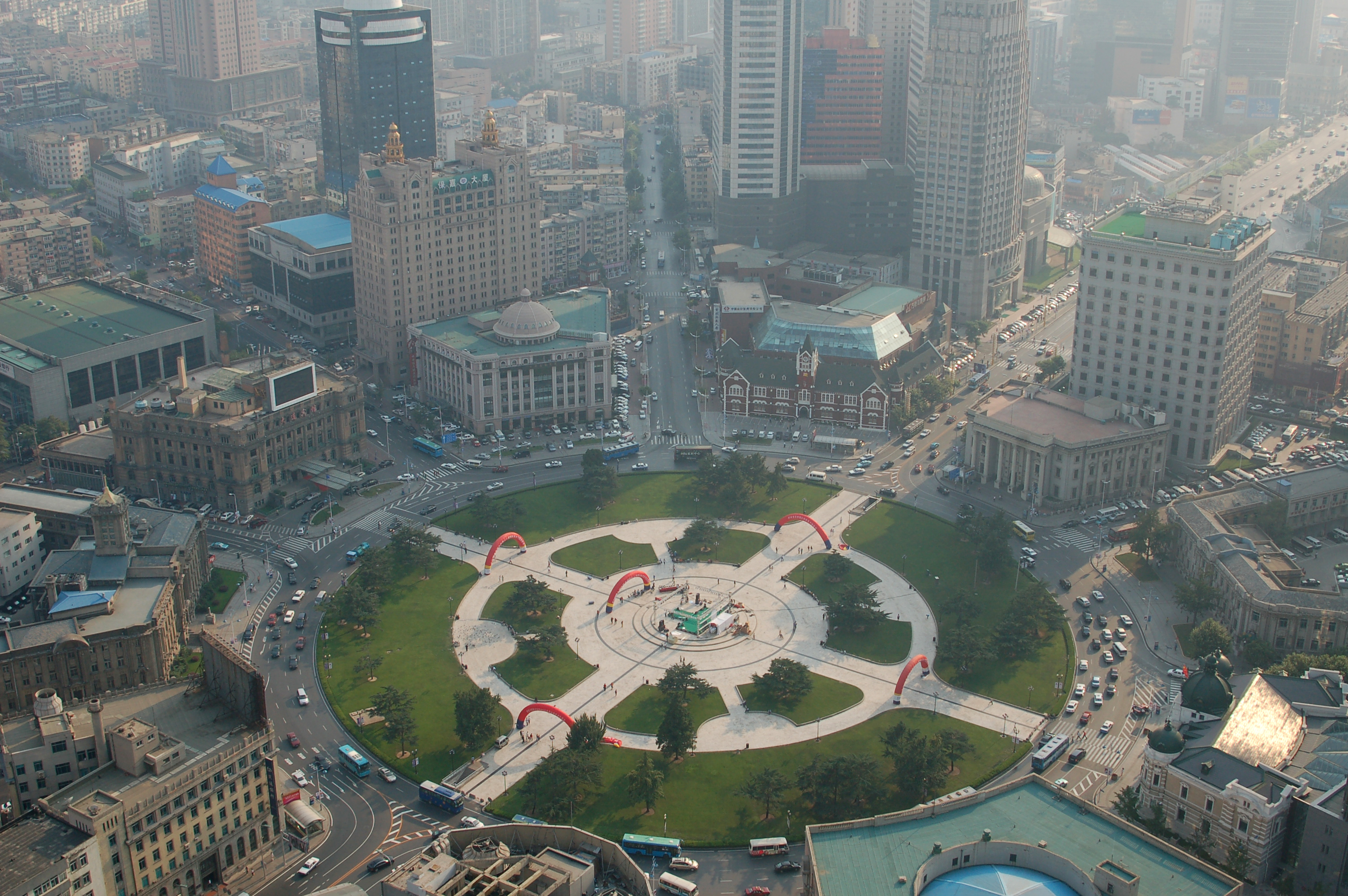
Площадь Чжуншань, Далянь (2006)

Площадь Чжуншань (кит. трад. 中山廣場) — городская площадь в районе Чжуншань города Далянь, провинция Ляонин, Китай, названная в честь Сунь Ятсена (в народе известного как Сунь Чжуншань). Первоначально спроектирована и построена русскими в XIX веке. На площади расположено несколько классических зданий, которые были построены в первой половине XX века японцами.

## История

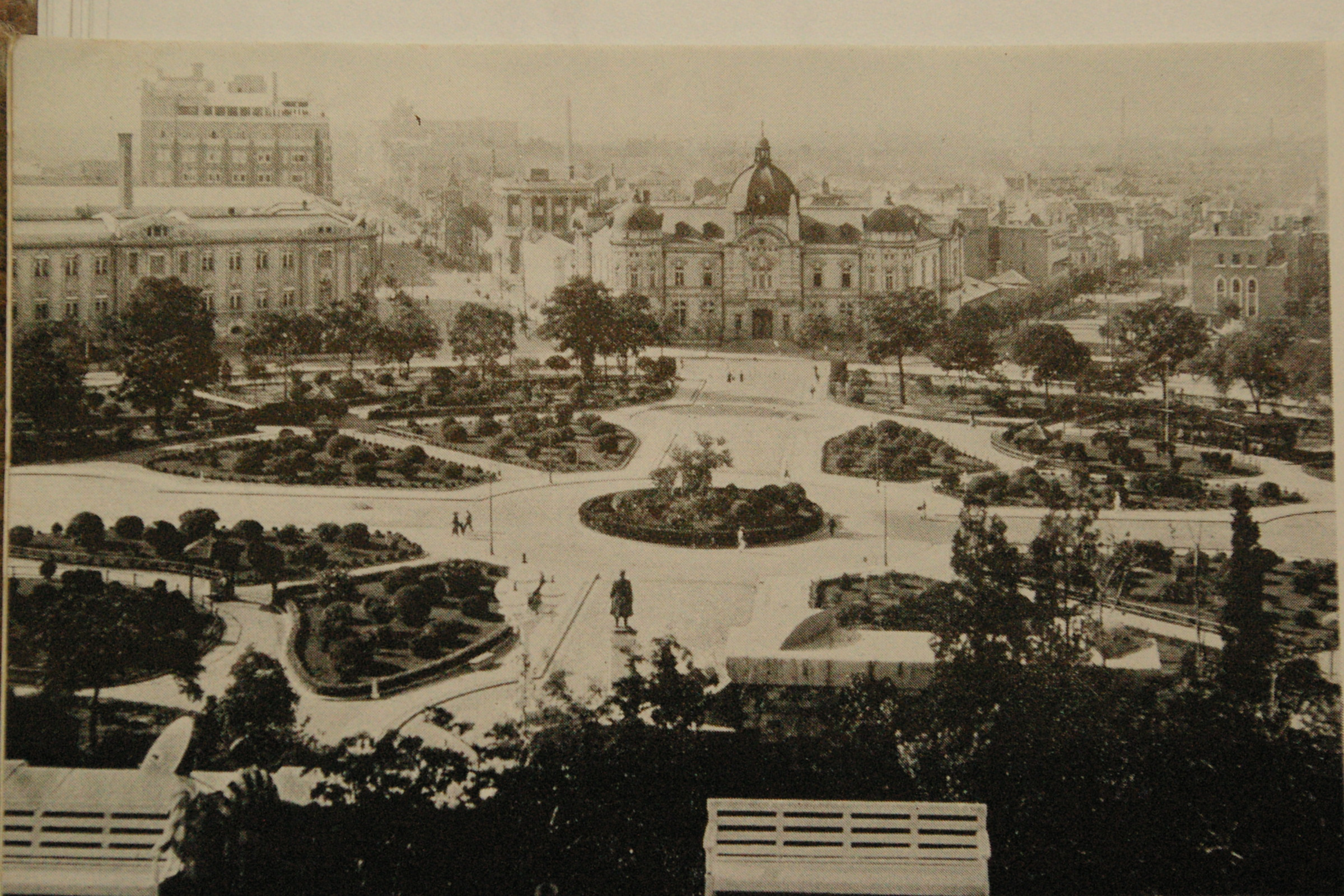
Площадь Чжуншань в 1940 году, тогда она называлась Охироба.

Первоначально площадь была построена в 1898 году как Николаевская площадь (в честь Николая II), когда Российская империя контролировала Далянь (и в том числе Порт-Артур).
Когда Маньчжурия перешла под власть Японии, японцы переименовали площадь в «Ōhiroba» ( яп. 大広場  ), «большая площадь») — вместе с площадью Дружбы (友好广场;友好廣場), тогда известной как Нисихироба (西広場, «западная площадь»), будучи «маленькой площадью». В 1945 году, после вывода японцев, она была окончательно переименована в площадь Чжуншань в честь Сунь Чжуншаня (Сунь Ятсена), первого президента Китайской Республики.
В 1995 году на площади Чжуншань было установлено 36 комплектов аудиосистем, что сделало ее первой «музыкальной площадью» в Китае.

## Описание

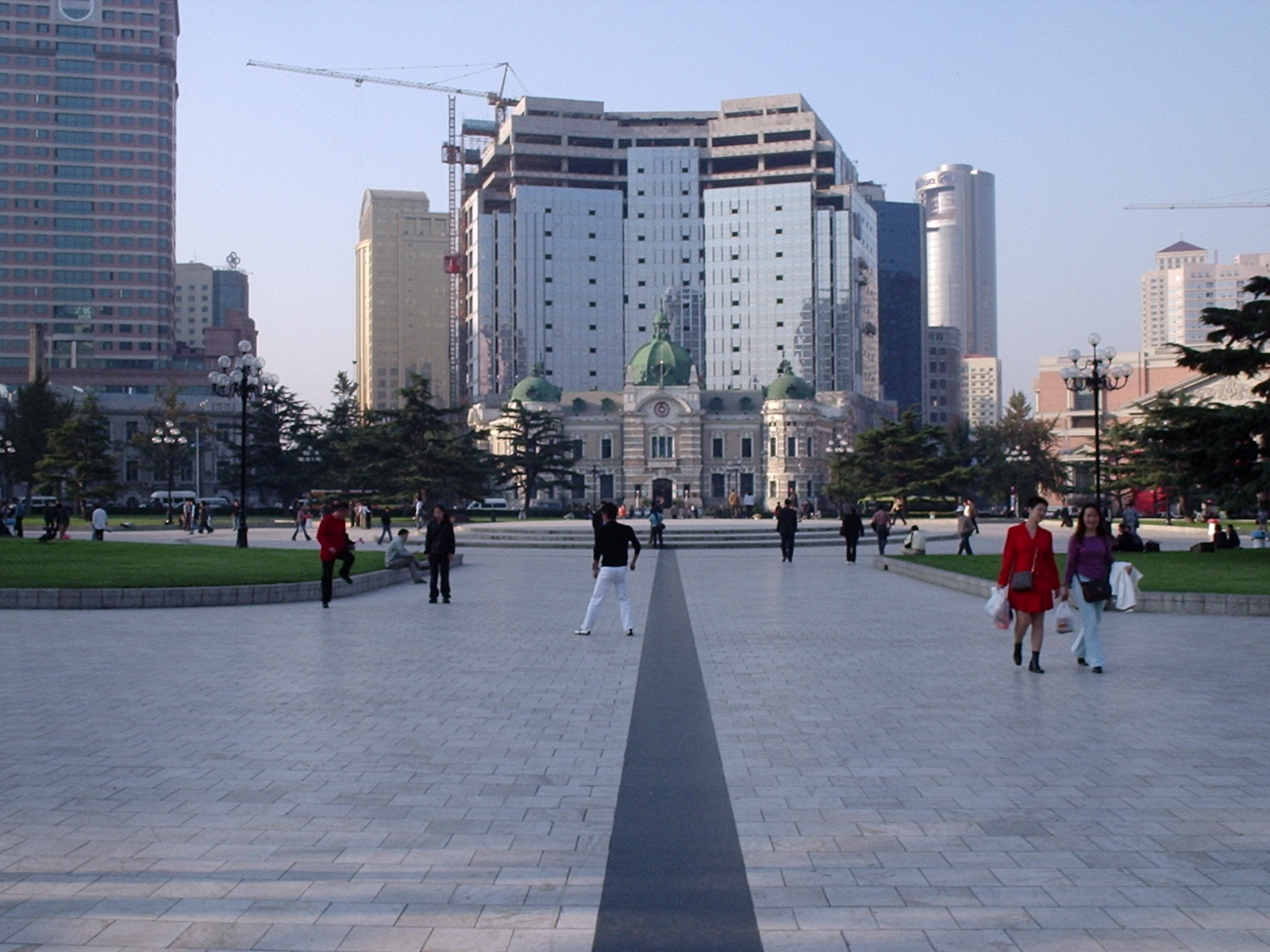
Площадь Чжуншань в июне 2006 г.

Площадь Чжуншань составляет 213 метров (699 футов) в диаметре. Внутри пятиполосной кольцевой развязки есть зеленая зона и мощеная площадка, где люди собираются, чтобы потанцевать летними вечерами, поучаствовать в уголках иностранных языков или заняться другими делами. Есть подземные пешеходные переходы, ведущие внутрь площади как с дорог Чжуншань, так и с дорог Жэньминь.
Десять дорог, исходящих от площади по часовой стрелке:
- Шанхайская дорога (上海路) - север
- Улица Миншэн (民生街)
- Улица Ции (七一街)
- Жэньминь-роуд (人民路) - Восток
- Люксун-роуд (鲁迅路)
- Улица Цзефан (解放街)
- Яньань-роуд (延安路) - юг
- Улица Юйгуан (玉光街) )
- Чжуншань-роуд (中山路) - Запад
- Улица Минкан (民康街)

Дороги Жэньминь и Чжаншань составляют главную артерию с востока на запад в центре Даляня. К востоку от площади проходит дорога Жэньминь, проходящая через территорию отеля в сторону площади Ганван, недалеко от порта Даляня . К западу от площади проходит дорога Чжуншань, проходящая через площадь Дружбы, Циннивацяо и мэрию в сторону Люшуня .

## Деловой центр
Расположенная в центре даляньского района Чжуншань, площадь Чжуншань и прилегающие улицы Чжуншань и Жэньминь являются частью центрального делового района Даляня.